# Courpiac
Courpiac est une commune du Sud-Ouest de la France, située dans le département de la Gironde, en région Nouvelle-Aquitaine.

## Géographie

### Localisation
Située dans l'aire d'attraction de Bordeaux, la commune se trouve à 39 km au sud-est de Bordeaux, chef-lieu du département, à 27 km au nord-nord-est de Langon, chef-lieu d'arrondissement et à 8,5 km à l'est-nord-est de Targon, ancien chef-lieu de canton.

### Communes limitrophes
Les communes limitrophes sont Bellefond au nord, Lugasson à l'est, Cessac au sud et Romagne à l'ouest.
|         | Bellefond |          |
| Romagne | Courpiac  | Lugasson |
|         | Cessac    |          |

### Climat
Pour des articles plus généraux, voir Climat de la Nouvelle-Aquitaine et Climat de la Gironde.
Historiquement, la commune est exposée à un climat océanique aquitain.  
En 2020, Météo-France publie une typologie des climats de la France métropolitaine dans laquelle la commune est exposée à un climat océanique et est dans la région climatique  Aquitaine, Gascogne, caractérisée par une pluviométrie abondante au printemps, modérée en automne, un faible ensoleillement au printemps, un été chaud (19,5 °C), des vents faibles, des brouillards fréquents en automne et en hiver et des orages fréquents en été (15 à 20 jours).
Pour la période 1971-2000, la température annuelle moyenne est de 12,8 °C, avec une amplitude thermique annuelle de 14,9 °C. Le cumul annuel moyen de précipitations est de 846 mm, avec 11,8 jours de précipitations en janvier et 6,6 jours en juillet. Pour la période 1991-2020, la température moyenne annuelle observée sur la station météorologique la plus proche, située sur la commune de Talence à 10 km à vol d'oiseau, est de 14,3 °C et le cumul annuel moyen de précipitations est de 884,0 mm,. Pour l'avenir, les paramètres climatiques de la commune estimés pour 2050 selon différents scénarios d’émission de gaz à effet de serre sont consultables sur un site dédié publié par Météo-France en novembre 2022.

## Urbanisme

### Typologie
Au 1er janvier 2024, Courpiac est catégorisée commune rurale à habitat dispersé, selon la nouvelle grille communale de densité à sept niveaux définie par l'Insee en 2022.
Elle est située hors unité urbaine. Par ailleurs la commune fait partie de l'aire d'attraction de Bordeaux, dont elle est une commune de la couronne,. Cette aire, qui regroupe 275 communes, est catégorisée dans les aires de 700 000 habitants ou plus (hors Paris),.

### Occupation des sols

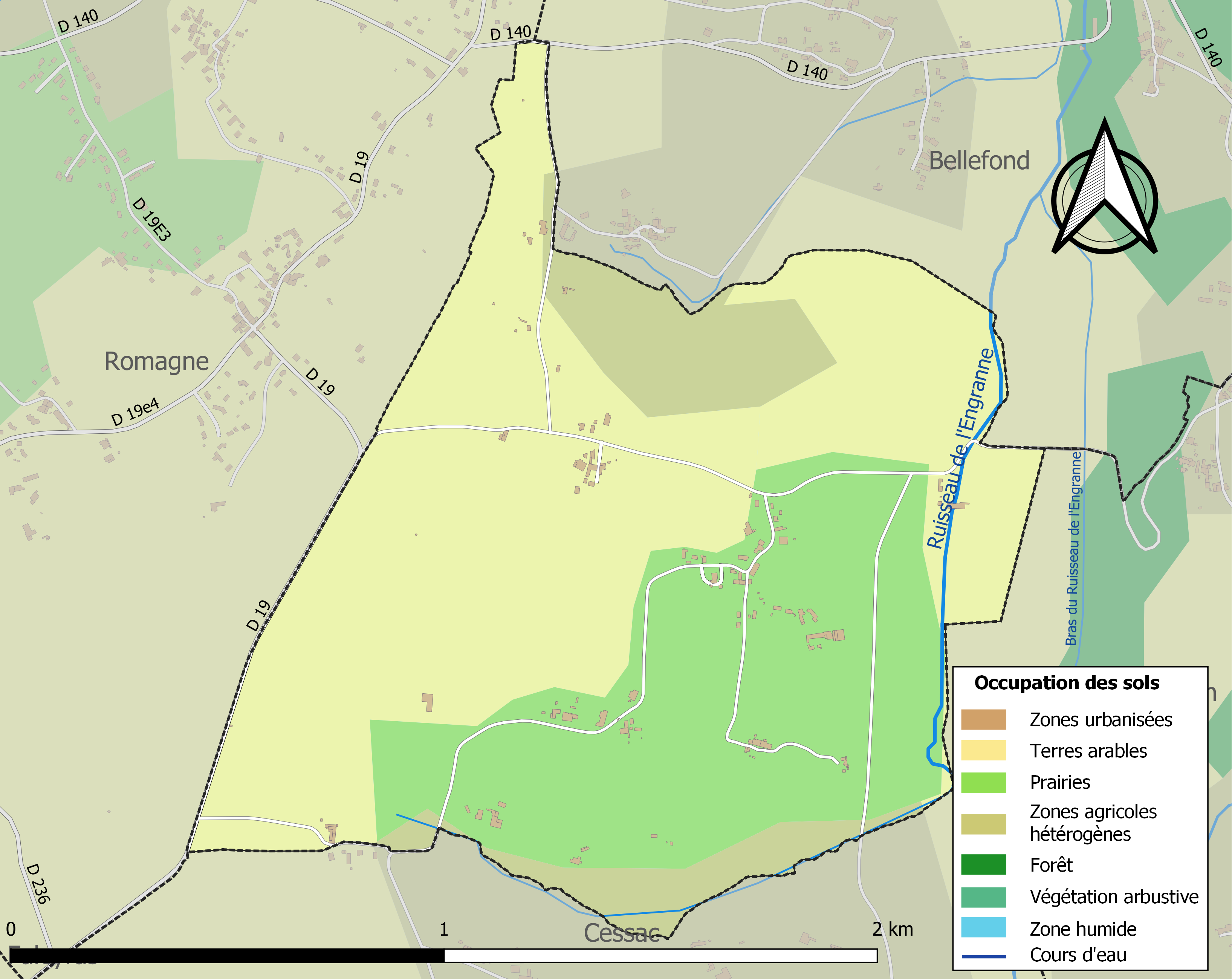
Carte des infrastructures et de l'occupation des sols de la commune en 2018 (CLC).

L'occupation des sols de la commune, telle qu'elle ressort de la base de données européenne d’occupation biophysique des sols Corine Land Cover (CLC), est marquée par l'importance des territoires agricoles (100 % en 2018), une proportion identique à celle de 1990 (100 %). La répartition détaillée en 2018 est la suivante : 
cultures permanentes (41,4 %), prairies (33,8 %), terres arables (13,5 %), zones agricoles hétérogènes (11,3 %). L'évolution de l’occupation des sols de la commune et de ses infrastructures peut être observée sur les différentes représentations cartographiques du territoire : la carte de Cassini (XVIIIe siècle), la carte d'état-major (1820-1866) et les cartes ou photos aériennes de l'IGN pour la période actuelle (1950 à aujourd'hui).

### Voies de communication et transports
La seule voie importante de communication routière est la route départementale D 19 qui sert de limite ouest du territoire communal avec Romagne et qui permet de rejoindre cette commune, celles de Bellebat et Montignac au sud-ouest, la route départementale D 140 au nord et au-delà Naujan-et-Postiac ; ladite D 140 mène à Faleyras vers l'ouest et à et Bellefond vers l'est ; des routes d'intérêt local permettent de rejoindre Lugasson et Cessac.
L'accès à l'autoroute A62 (Bordeaux-Toulouse) le plus proche est le no 2, dit de Podensac, qui se situe à 26 km vers le sud-ouest.

L'accès no 1, dit de Bazas, à l'autoroute A65 (Langon-Pau) se situe à 41 km vers le sud.

L'accès le plus proche à l'autoroute A89 (Bordeaux-Lyon) est celui de l'échangeur autoroutier avec la route nationale 89, qui se situe à 20 km vers le nord-ouest.
La gare SNCF la plus proche est celle, distante de 23 km par la route vers le sud, de Saint-Pierre-d'Aurillac sur la ligne Bordeaux-Sète du TER Nouvelle-Aquitaine. Sur la même ligne mais offrant plus d'opportunités de liaisons, la gare de La Réole se situe à 26 km par la route vers le sud-est et celle de Langon  à 27 km vers le sud.

La gare de Libourne sur la ligne TGV Atlantique Paris - Bordeaux, la ligne Intercités ligne Lyon - Bordeaux et le réseau TER Nouvelle-Aquitaine sont distants de 22 km par la route vers le nord-ouest.

### Risques majeurs
Le territoire de la commune de Courpiac est vulnérable à différents aléas naturels : météorologiques (tempête, orage, neige, grand froid, canicule ou sécheresse), inondations, mouvements de terrains et séisme (sismicité très faible). Un site publié par le BRGM permet d'évaluer simplement et rapidement les risques d'un bien localisé soit par son adresse soit par le numéro de sa parcelle.
La commune a été reconnue en état de catastrophe naturelle au titre des dommages causés par les inondations et coulées de boue survenues en 1982, 1983, 1991, 1999 et 2009,.
Les mouvements de terrains susceptibles de se produire sur la commune sont des affaissements et effondrements liés aux cavités souterraines (hors mines). Par ailleurs, afin de mieux appréhender le risque d’affaissement de terrain, l'inventaire national des cavités souterraines permet de localiser celles situées sur la commune.

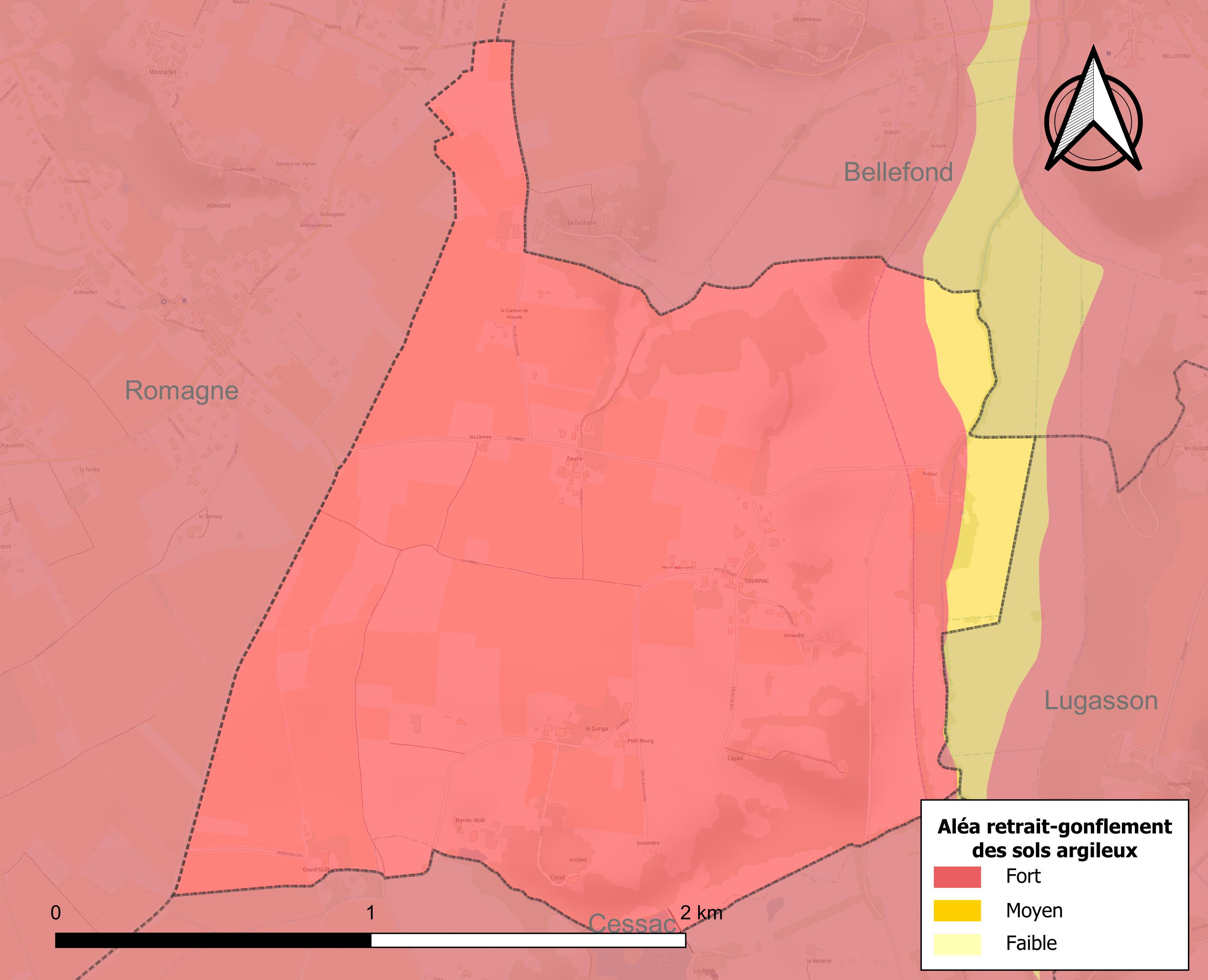
Carte des zones d'aléa retrait-gonflement des sols argileux de Courpiac.

Le retrait-gonflement des sols argileux est susceptible d'engendrer des dommages importants aux bâtiments en cas d’alternance de périodes de sécheresse et de pluie. La totalité de la commune est en aléa moyen ou fort (67,4 % au niveau départemental et 48,5 % au niveau national). Sur les 65 bâtiments dénombrés sur la commune en 2019, 65 sont en aléa moyen ou fort, soit 100 %, à comparer aux 84 % au niveau départemental et 54 % au niveau national. Une cartographie de l'exposition du territoire national au retrait gonflement des sols argileux est disponible sur le site du BRGM,.
Par ailleurs, afin de mieux appréhender le risque d’affaissement de terrain, l'inventaire national des cavités souterraines permet de localiser celles situées sur la commune.
Concernant les mouvements de terrains, la commune a été reconnue en état de catastrophe naturelle au titre des dommages causés par des mouvements de terrain en 1999.

## Toponymie
Le nom de la commune viendrait peut-être du toponyme latin Corbiacum, le « lieu de Corbius ».
En gascon, le nom de la commune est Corpiac.

## Histoire
À la Révolution, la paroisse Saint-Christophe de Courpiac forme la commune de Courpiac.

## Politique et administration

### Liste des maires
| Période                                  | Période  | Identité                | Étiquette | Qualité                     |
| ---------------------------------------- | -------- | ----------------------- | --------- | --------------------------- |
| mars 1876                                | 1884     | Jean Grousset           |           |                             |
| mai 1884                                 | 1888     | Jean Grousset           |           |                             |
| mai 1888                                 | 1892     | Jean Grousset           |           |                             |
| mai 1892                                 | 1896     | Jean Grousset           |           |                             |
| mai 1896                                 | 1900     | Jean Grousset           |           |                             |
| mai 1900                                 | 1904     |                         |           |                             |
| mai 1904                                 | 1908     | Etienne Racaud          |           |                             |
| mai 1908                                 | 1912     | Etienne Racaud          |           |                             |
| mai 1912                                 | 1919     |                         |           |                             |
| Novembre 1919                            | 1925     |                         |           |                             |
| mai 1925                                 | 1929     | Gaston Robert           |           |                             |
| mai 1929                                 | 1935     | Gaston Robert           |           |                             |
| mai 1935                                 | 1945     | Gaston Robert           |           |                             |
| mars 1945                                | 1947     | Maurice Grousset        |           |                             |
| Novembre 1947                            | 1953     | Maurice Grousset        |           |                             |
| mars 1953                                | 1959     | Gabriel Cholet          |           |                             |
| mars 1959                                | 1965     | Roger Lavielle          |           |                             |
| mars 1965                                | 1971     | Roger Lavielle          |           |                             |
| mars 1971                                | 1977     | Roger Lavielle          |           |                             |
| mars 1977                                | 1983     | Roger Lavielle          |           |                             |
| mars 1983                                | 1989     | Roger Lavielle          |           |                             |
| mars 1989                                | 1995     | Bernard Solans          | SE        |                             |
| juin 1995                                | 2001     | Bernard Solans          | SE        |                             |
| mars 2001                                | 2008     | Élisabeth Caner         | SE        |                             |
| mars 2008                                | 2020     | Monique Andron Claverie | SE        | Retraitée de l'enseignement |
| mai 2020                                 | En cours | Thomas Solans           |           |                             |
| Les données manquantes sont à compléter. |          |                         |           |                             |

### Jumelages
- Garin (Haute-Garonne) (France) depuis 1994

## Population et société
Les habitants sont appelés les Courpiacais.

### Démographie
L'évolution du nombre d'habitants est connue à travers les recensements de la population effectués dans la commune depuis 1793. Pour les communes de moins de 10 000 habitants, une enquête de recensement portant sur toute la population est réalisée tous les cinq ans, les populations de référence des années intermédiaires étant quant à elles estimées par interpolation ou extrapolation. Pour la commune, le premier recensement exhaustif entrant dans le cadre du nouveau dispositif a été réalisé en 2006.

En 2022, la commune comptait 122 habitants, en stagnation par rapport à 2016 (Gironde : +6,91 %, France hors Mayotte : +2,11 %).
| 1793 | 1800 | 1806 | 1821 | 1831 | 1836 | 1841 | 1846 | 1851 |
| ---- | ---- | ---- | ---- | ---- | ---- | ---- | ---- | ---- |
| 143  | 133  | 123  | 131  | 131  | 131  | 124  | 128  | 120  |

| 1856 | 1861 | 1866 | 1872 | 1876 | 1881 | 1886 | 1891 | 1896 |
| ---- | ---- | ---- | ---- | ---- | ---- | ---- | ---- | ---- |
| 123  | 124  | 110  | 102  | 106  | 107  | 101  | 76   | 90   |

| 1901 | 1906 | 1911 | 1921 | 1926 | 1931 | 1936 | 1946 | 1954 |
| ---- | ---- | ---- | ---- | ---- | ---- | ---- | ---- | ---- |
| 81   | 90   | 86   | 98   | 104  | 101  | 87   | 92   | 95   |

| 1962 | 1968 | 1975 | 1982 | 1990 | 1999 | 2006 | 2011 | 2016 |
| ---- | ---- | ---- | ---- | ---- | ---- | ---- | ---- | ---- |
| 74   | 84   | 88   | 83   | 93   | 101  | 87   | 114  | 122  |

| 2021 | 2022 | - | - | - | - | - | - | - |
| ---- | ---- | - | - | - | - | - | - | - |
| 124  | 122  | - | - | - | - | - | - | - |

## Culture locale et patrimoine

### Lieux et monuments
- Église Saint-Christophe, construite au XIIe siècle et fortifiée au XVIe siècle, classée au titre des monuments historiques en 2004[30].
- Croix de cimetière de Courpiac du XVIIe siècle, classée au titre des monuments historiques en 2004[31].
- Ferme Lavielle des XVIe et XIXe siècles.
- Demeure Manieu Noël du XVIIe siècle.

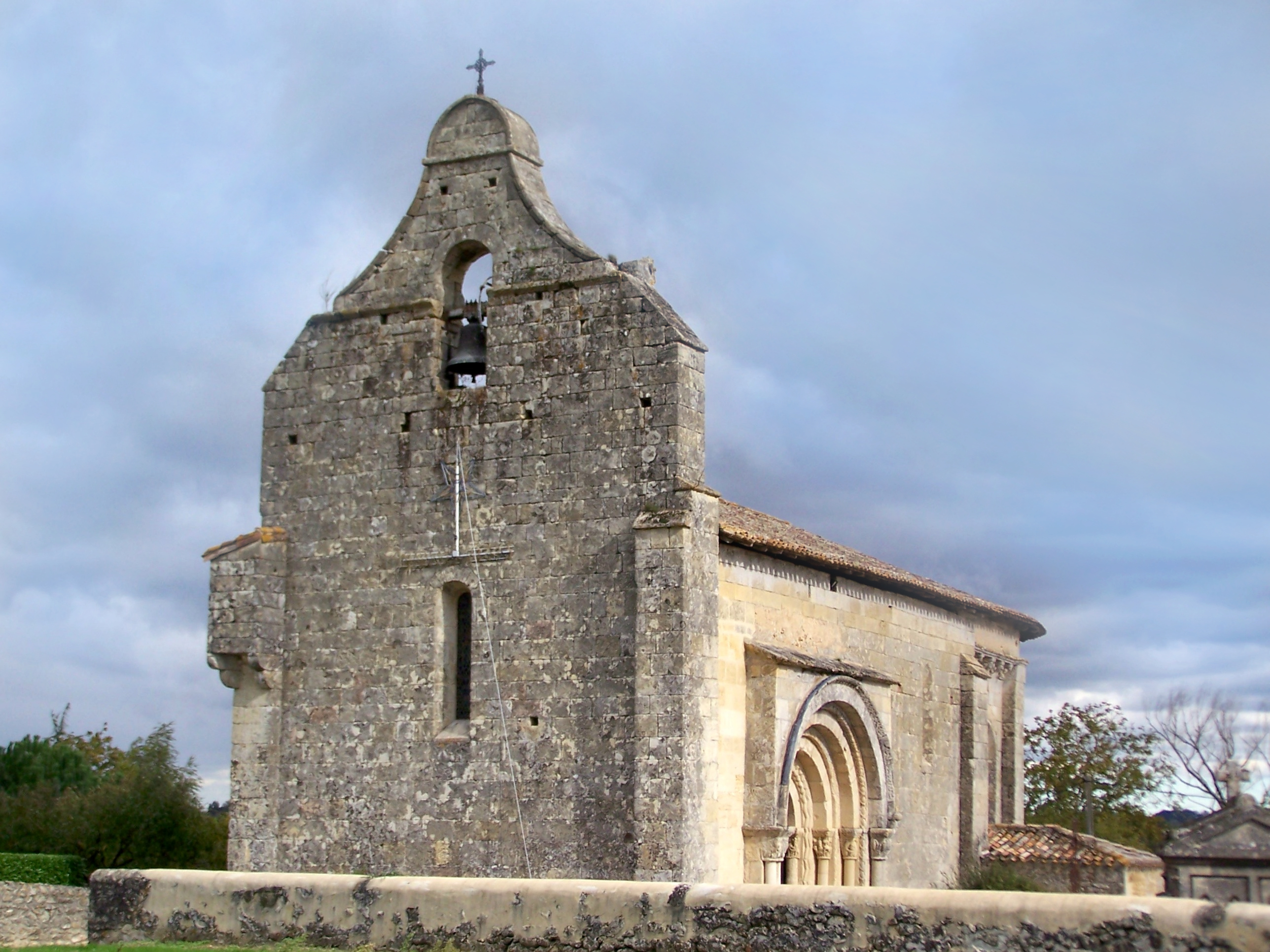
L'église Saint-Christophe (oct. 2012)
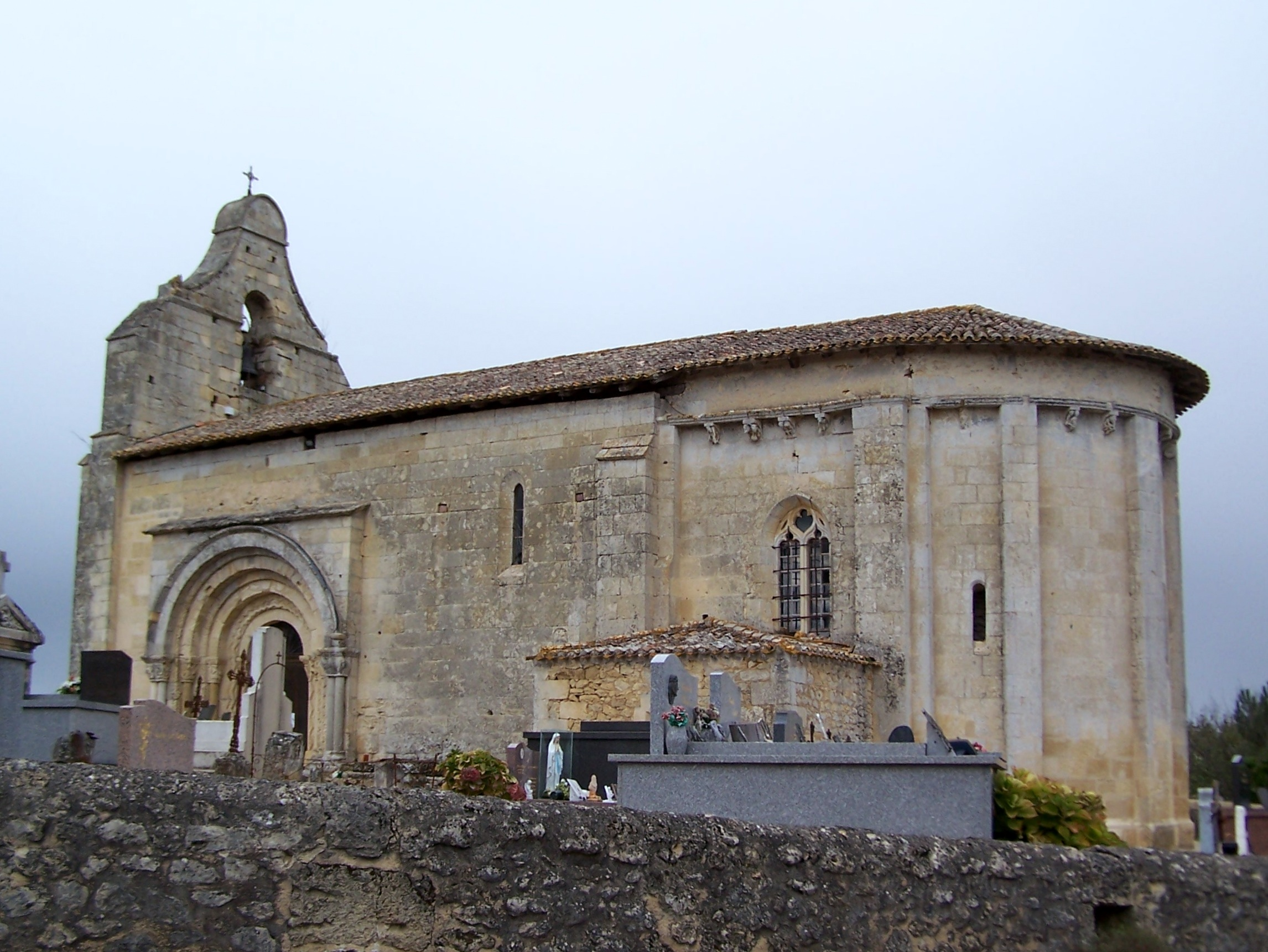
Vue sud-est (oct. 2012)
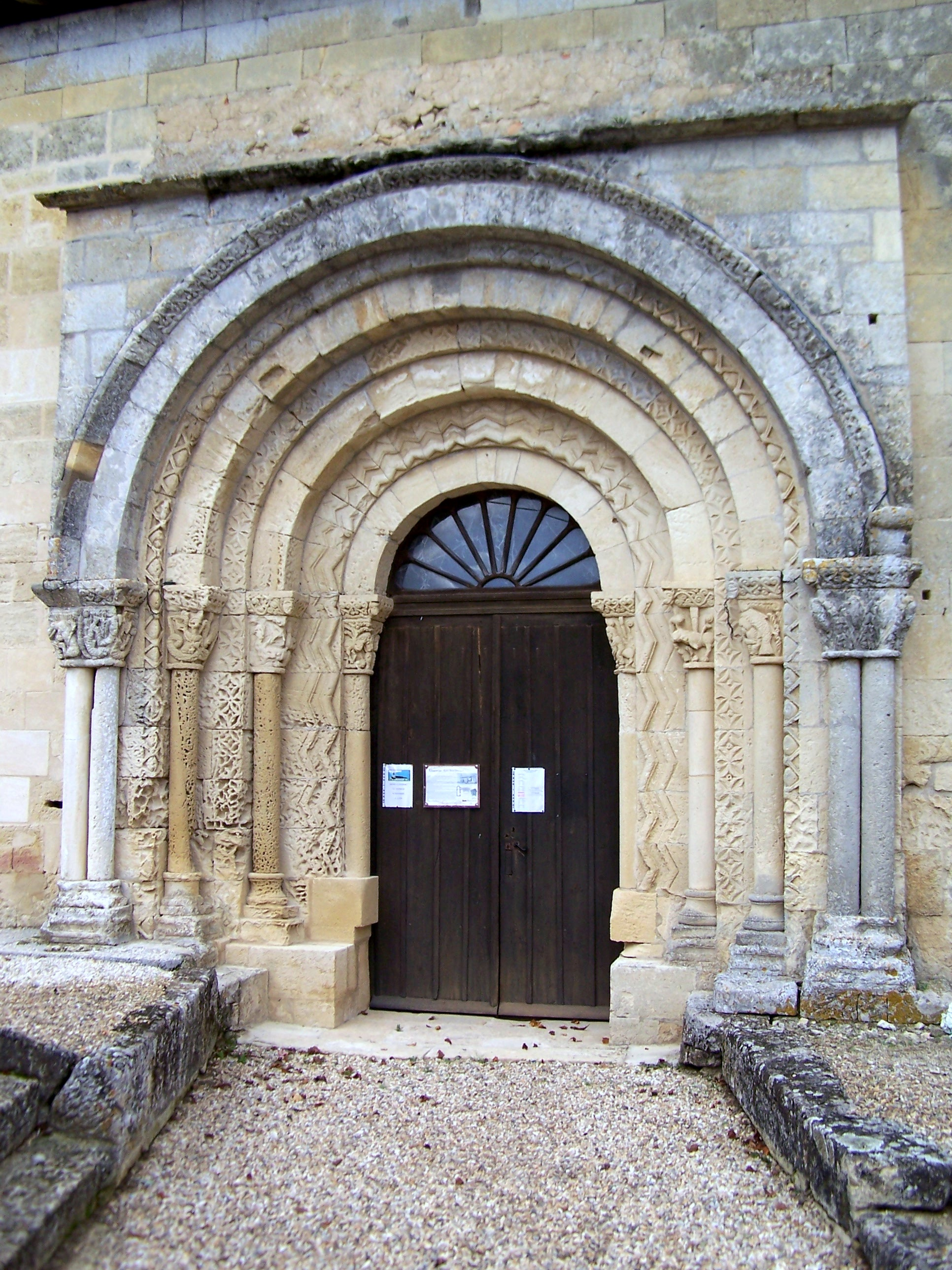
Le portail (oct. 2012)
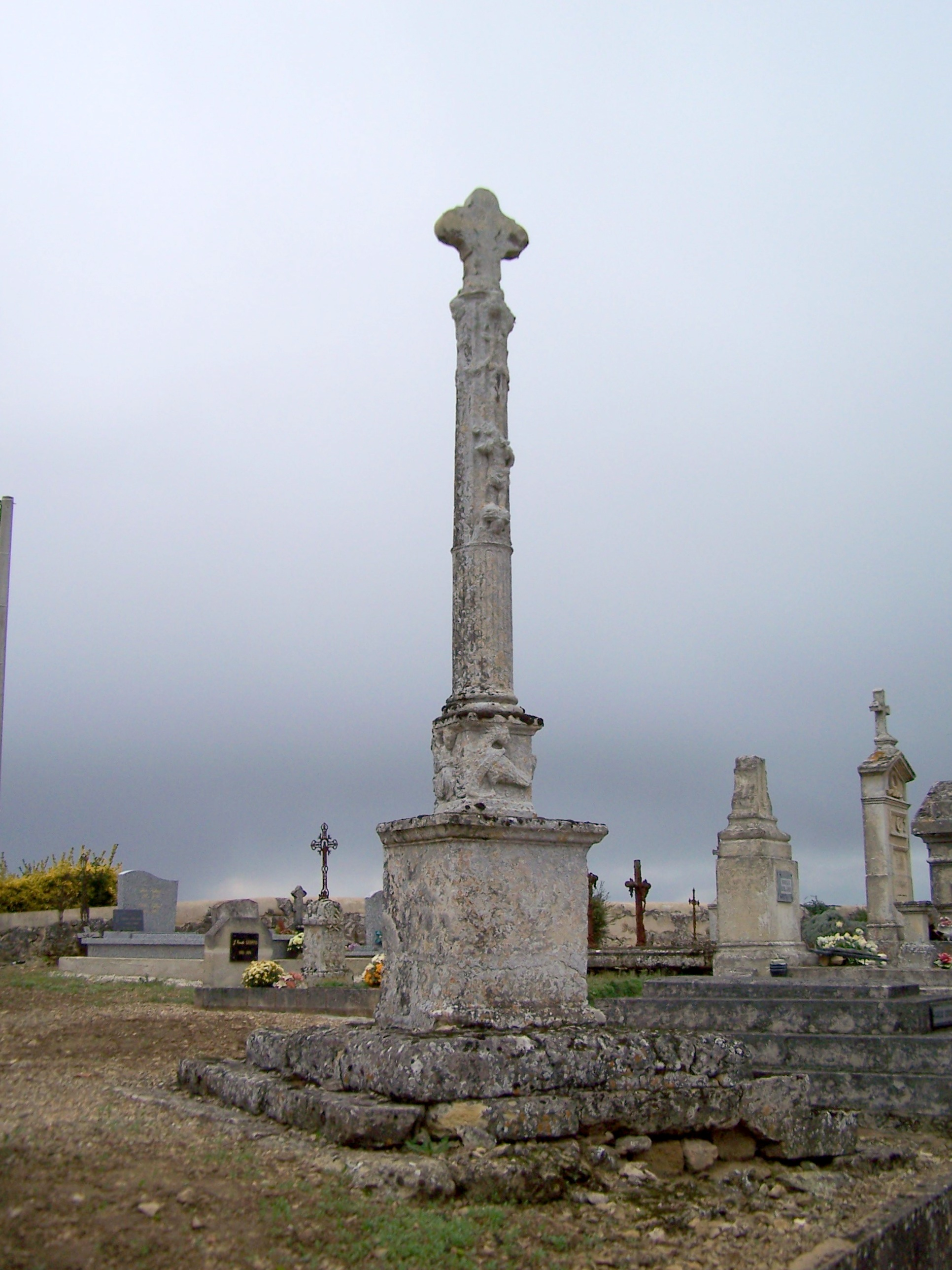
La croix de cimetière (oct. 2012)
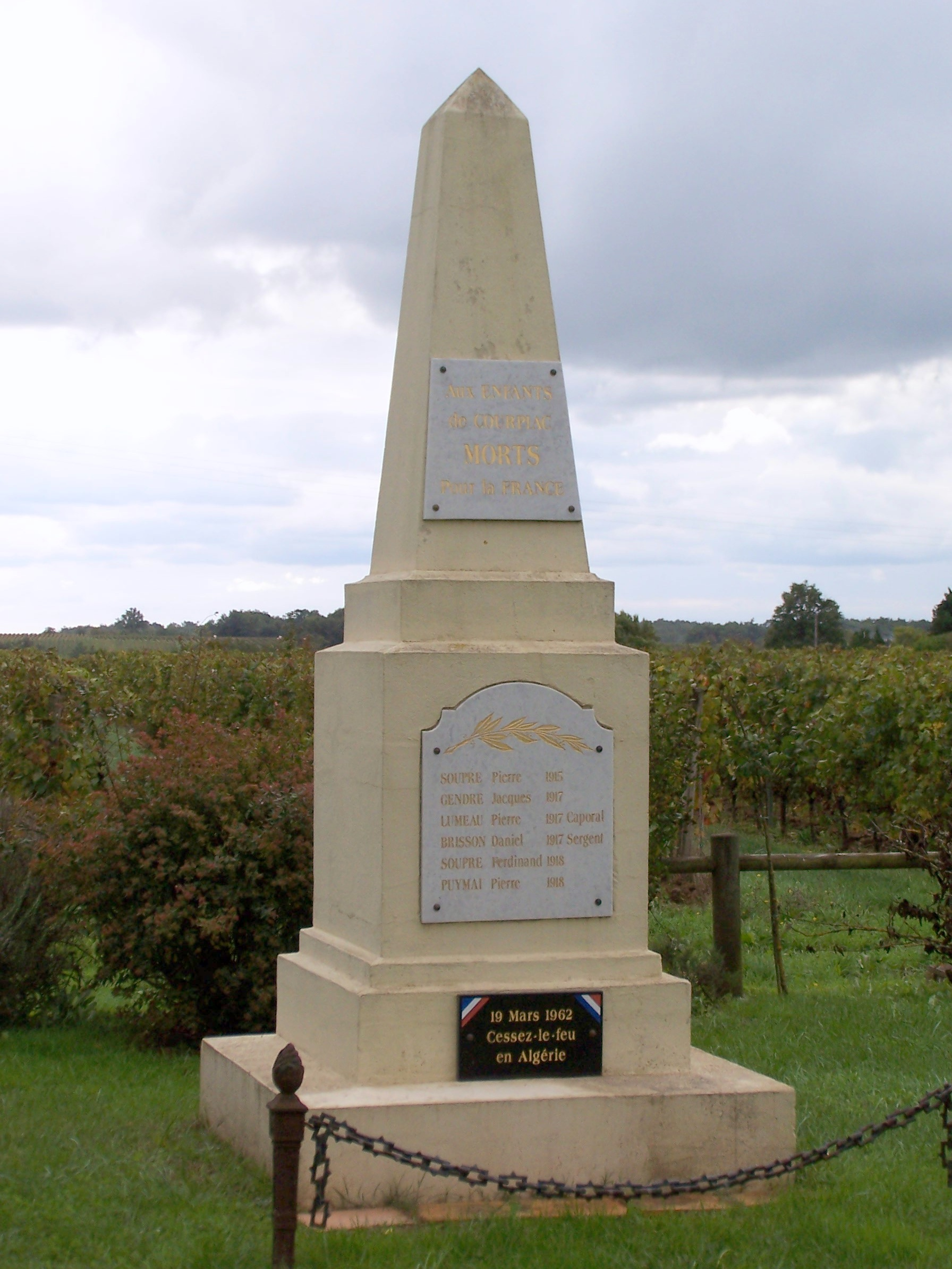
Le monument aux morts face à la mairie (oct. 2012)

### Personnalités liées à la commune
Guy Soulié, astronome ayant découvert les astéroïdes Floirac et Aiguillon, né le 12 octobre 1920 à Bordeaux, y est décédé le 24 avril 2015.